# Igor Juričić
Igor Juričić est un joueur croate de volley-ball né le 7 novembre 1974 à Rijeka (comitat de Primorje-Gorski Kotar). Il mesure 2,02 m et joue central. Il totalise 140 sélections en équipe de Croatie.

## Clubs
| Club                          | Pays     | De        | À         |
| ----------------------------- | -------- | --------- | --------- |
| Rijeka                        | Croatie  | 1989-1990 | 1994-1995 |
| Mladost Zagreb                | Croatie  | 1995-1996 | 1998-1999 |
| AZS Częstochowa               | Pologne  | 1999-2000 | 1999-2000 |
| Aon hotVolleys Vienne         | Autriche | 2000-2001 | 2000-2001 |
| AS Cannes                     | France   | 2001-2002 | 2002-2003 |
| GFCO Ajaccio                  | France   | 2003-2004 | 2003-2004 |
| Beauvais OUC                  | France   | 2004-2005 | 2004-2005 |
| Banca Etruria Eurospar Arezzo | Italie   | 2005-2006 | 2005-2006 |
| Asnières Volley 92            | France   | 2006-2007 | 2007-2008 |
| FL Saint-Quentin              | France   | 2008-2009 | 2008-2009 |
| Beauvais OUC                  | France   | 2009-2010 | 2010-2011 |
| Nancy Volley                  | France   | 2011-2012 | 2012-2013 |

## Palmarès
- Championnat d'Autriche (1)
  - Vainqueur : 2001
- Coupe d'Autriche (1)
  - Vainqueur : 2001
- Championnat de Croatie (4)
  - Vainqueur : 1996, 1997, 1998, 1999
- Coupe de Croatie (4)
  - Vainqueur : 1996, 1997, 1998, 1999
- Coupe de France 
  - Finaliste : 2011